# Ahmet Nuri Eren
Ahmet Nuri Eren (* 1918 in Izmir; † 5. November 2000 in Istanbul) war ein türkischer Journalist und Diplomat.

## Leben
Eren besuchte von 1929 bis 1924 das Robert College Istanbul als Internat. Ab 1934 studierte er an der Universität Istanbul. Seine Frau heiratete 1939 Neşet Eren, welche 1939 das Robert College absolvierte und mit der er seit 1933 befreundet war. Er trat in den auswärtigen Dienst der Türkei. Von 1945 bis 1949 war er in London Privatberater von Şükrü Saracoğlu. Beim UNO-Hauptquartier leitete er von 1954 bis 1958 als Gesandtschaftsrat beim UNO-Hauptquartier das Nachrichtenbüro in New York City. Im Jahre 1958 wurde er Assistent des ständigen Vertreters der türkischen Regierung beim UNO-Hauptquartier eingesetzt. Als 1972 der ständige Vertreter der türkischen Regierung beim UNO-Hauptquartier, Haluk Bayülken zum Außenminister ernannt wurde, hatte Ahmet Nuri Eren kurzzeitig kommissarisch das Amt des ständigen Vertreters der türkischen Regierung beim UNO-Hauptquartier inne. Haluk Bayülken schlug Ahmet Nuri Eren für das neugeschaffene Amt des türkischen Botschafters bei der Regierung der Volksrepublik China vor, womit er nicht zuletzt den Posten bei den Vereinten Nationen für sich wieder disponibel machte. In Peking war er vom 31. Oktober 1972 bis 7. Mai 1974 Botschafter und wurde anschließend in den Ruhestand versetzt.
Anschließend wurde er in Bankunternehmen beschäftigt und machte zahlreiche Veröffentlichungen zum Thema Außenpolitik.